# Генус Леся Михайлівна
Леся Михайлівна Генус (ур. Калітовська; нар. 13 лютого 1988, с. Погарисько Львівської області, Україна) — українська трекова та шосейна велогонщиця, заслужений майстер спорту України, бронзова призерка Олімпійських ігор в Пекіні, учасниця Олімпійських ігор в Лондоні, неодноразова чемпіонка України, призерка Чемпіонату світу та Європи. Тренер — Сергій Базін, перший тренер — Михайло Колодій.

## Біографія
Леся Михайлівна Калітовська народилася 13 лютого 1988 року в селі Погарисько Львівської області. У дитинстві мріяла стати вчителем. Велоспортом почала займатися в Жовкві в тренера Михайла Колодія. Згодом переїхала до Луганська, спочатку як спаринг-партнер у спринтерських гонках для Любові Шуліки, а потім поміняла спеціалізацію на темпові гонки. Тут же здобула вищу освіту в Луганському університеті ім. Т. Шевченка. У 2014 році спортсменка призупинила виступи у зв'язку з вагітністю.

## Спортивні досягнення
Починаючи з юнацьких та молодіжних змагань Леся Калітовська неодноразово здобувала призові місця на європейських та світових турнірах. Вона двократна чемпіонка світу серед юніорів в гонці переслідування, двократна чемпіонка Європи серед юніорів та двократна чемпіонка Європи серед молоді (U23).
Ще під час виступів за молодіжну збірну спортсменка у 2006 році приєдналася до спортивного клубу «ІСД» і почала виступати на етапах Кубка світу, в 2007–2008 рр. перейшла в команду Arda Natura Pinarello Ukraina, а з 2008 — знову повернулась в ISD Track Team. На етапах Кубка світу вона також неодноразово ставала переможницею та призером як в індивідуальних гонках, так і в командних. У Лос-Анджелесі на етапі Кубка світу з велотреку, в перший день турніру Леся Калітовська блискуче виграла індивідуальну гонку переслідування. В останній день змагань Леся Калітовська у складі жіночої команди України виграла фінал командної гонки переслідування.
В 2008 році на Чемпіонаті світу в командній гонці переслідування команда України у складі Любові Шуліки, Лесі Калітовської та Світлани Галюк здобула срібло.
Наступного року Леся взяла участь у Чемпіонаті Європи серед молоді, де здобула одразу весь комплект нагород: золото — в командній гонці переслідування, срібло — в індивідуальній та бронзу — в гонці за очками. Доробок на етапах Кубка світу поповнився ще одною медаллю — бронзою в індивідуальній гонці переслідування. У 2010 році у медальний залік спортсменки додалося ще одне срібло етапу Кубка світу в тій же дисципліні.
На Універсіаді 2011 року в Шеньчжень велогонщиця посіла другу сходинку в гонці переслідування та золото в гонці за очками. Кінець 2011 року позначився бронзовою медаллю на етапі Кубка світу в Калі. Завдяки високим результатам Національний олімпійський комітет України визнав Лесю найкращою спортсменкою грудня та лютого..
Олімпійський 2012 рік приніс спортсменці бронзу на етапі Кубка світу в Лондоні в скретчі.

### Виступи на Олімпійських іграх
Вже на перших своїх Олімпійських іграх в Пекіні спортсменка виборола медаль — бронзу в гонці переслідування. В півфіналі вона обійшла литовку Вілію Серейкайте, проте за часом не змогла поборотися за золото. В фінальному заїзді Калітовська випередила новозеландку Елісон Шенкс і, тим самим, принесла Україна бронзову медаль. В гонці за очками спортсменка посіла також високе 5 місце.
На Олімпійських іграх в Лондоні Леся змагалася лише в командній гонці переслідування, в якій збірна України не пройшла кваліфікацію.

## Державні нагороди
- Орден княгині Ольги III ст. (4 вересня 2008) — за досягнення високих спортивних результатів на XXIX літніх Олімпійських іграх в Пекіні (Китайська Народна Республіка), виявлені мужність, самовідданість та волю до перемоги, піднесення міжнародного авторитету України[14].

## Статистика

### Трекові велоперегони
| Рік  | Змагання                                           | Місце проведення           | Результат | Дисципліна                         |
| ---- | -------------------------------------------------- | -------------------------- | --------- | ---------------------------------- |
| 2005 | Чемпіонат Європи серед юніорів та молоді (U-23)    | Фйоренцуола-д'Арда, Італія | 1         | індивідуальна гонка переслідування |
| 2005 | Чемпіонат світу з велоспорту серед юніорів         | Відень, Австрія            | 1         | індивідуальна гонка переслідування |
| 2006 | Чемпіонат Європи серед юніорів та молоді (U-23)    | Афіни, Греція              | 1         | індивідуальна гонка переслідування |
| 2006 | Чемпіонат світу з велоспорту серед юніорів         | Гент, Бельгія              | 1         | індивідуальна гонка переслідування |
| 2006 | Етапи Кубка світу з трекових велоперегонів         | Москва, Росія              | 2         | скретч                             |
| 2007 | Чемпіонат Європи серед юніорів та молоді (U-23)    | Котбус, Німеччина          | 1         | індивідуальна гонка переслідування |
| 2007 | Етапи Кубка світу з трекових велоперегонів         | Сідней, Австралія          | 3         | командна гонка переслідування      |
| 2007 | Етапи Кубка світу з трекових велоперегонів         | Пекін, Китай               | 1         | командна гонка переслідування      |
| 2008 | Етапи Кубка світу з трекових велоперегонів         | Лос-Анджелес, США          | 1         | індивідуальна гонка переслідування |
| 2008 | Етапи Кубка світу з трекових велоперегонів         | Лос-Анджелес, США          | 1         | командна гонка переслідування      |
| 2008 | Чемпіонат світу з трекових велоперегонів           | Манчестер, Велика Британія | 2         | командна гонка переслідування      |
| 2008 | Літні Олімпійські ігри 2008                        | Пекін, Китай               | 3         | індивідуальна гонка переслідування |
| 2008 | Етапи Кубка світу з трекових велоперегонів         | Манчестер, Велика Британія | 3         | командна гонка переслідування      |
| 2008 | Етапи Кубка світу з трекових велоперегонів         | Мельбурн, Австралія        | 3         | командна гонка переслідування      |
| 2009 | Етапи Кубка світу з трекових велоперегонів         | Мельбурн, Австралія        | 3         | індивідуальна гонка переслідування |
| 2009 | Чемпіонат Європи з трекових велоперегонів (молодь) | Мінськ, Білорусь           | 1         | командна гонка переслідування      |
| 2009 | Чемпіонат Європи з трекових велоперегонів (молодь) | Мінськ, Білорусь           | 2         | індивідуальна гонка переслідування |
| 2009 | Чемпіонат Європи з трекових велоперегонів (молодь) | Мінськ, Білорусь           | 3         | гонка за очками                    |
| 2010 | Етапи Кубка світу з трекових велоперегонів         | Мельбурн, Австралія        | 2         | індивідуальна гонка переслідування |
| 2011 | Літня Універсіада                                  | Шеньчжень, Китай           | 1         | Гонка за очками                    |
| 2011 | Літня Універсіада                                  | Шеньчжень, Китай           | 2         | індивідуальна гонка переслідування |
| 2011 | Етапи Кубка світу з трекових велоперегонів         | Калі, Колумбія             | 3         | індивідуальна гонка переслідування |
| 2012 | Етапи Кубка світу з трекових велоперегонів         | Лондон, Велика Британія    | 3         | скретч                             |

### Шосейні гонки
| Рік  | Змагання                                        | Місце проведення     | Результат | Дисципліна      |
| ---- | ----------------------------------------------- | -------------------- | --------- | --------------- |
| 2005 | Чемпіонат Європи серед юніорів та молоді (U-23) | Москва, Росія        | 3         | роздільна гонка |
| 2006 | Чемпіонат світу з велоспорту серед юніорів      | Гент, Бельгія        | 2         | роздільна гонка |
| 2007 | Чемпіонат України з шосейних велоперегонів 2007 | Україна              | 1         | роздільна гонка |
| 2008 | Чемпіонат України з шосейних велоперегонів 2008 | Україна              | 2         | роздільна гонка |
| 2008 | Чемпіонат Європи з трекових велоперегонів (U23) | Стреза, Італія       | 2         | групова гонка   |
| 2008 | Чемпіонат Європи з трекових велоперегонів (U23) | Стреза, Італія       | 3         | роздільна гонка |
| 2010 | Чемпіонат України з шосейних велоперегонів 2010 | Севастополь, Україна | 3         | групова гонка   |
| 2010 | Чемпіонат Європи з шосейних велоперегонів (U23) | Анкара, Туреччина    | 2         | групова гонка   |

- Інформація з сайту Cycling archives[15] з доповненнями